# CD1
Col termine CD1 si intende una famiglia di cinque glicoproteine di membrana eterodimeriche di peso molecolare che varia da 43 a 49 kDa appartenente alla superfamiglia delle immunoglobuline. Somigliante per struttura all'MHC di classe 1, infatti si associa con la β2-microglobulina, mentre come funzione all'MHC di classe 2. Si ritiene possa presentare ai linfociti T antigeni glicolipidici o lipidici.
Ogni proteina possiede tre domini: citoplasmatico, transmembrana e extracellulare. Ciascuno presenta numerosi esoni alternativi ed ogni isoforma può a sua volta avere molti sottotipi (con l'esclusione di CD1b) oppure essere prodotta in forma solubile, di secrezione o citoplasmatica derivata da CD1a.
CD1b è prodotta solo nella forma associata alla membrana, mentre CD1c presenta tre splicing alternativi che possono renderla solubile o di membrana. La forma d ed e sono ancora in fase di studio.
L'isoforma a ha quattro potenziali siti di N-glicosilazione, la b e la c tre, mentre la d e la e due soltanto.
L'antigene è espresso fortemente nei timociti doppio-positivi mentre viene perso parzialmente durante la maturazione a singolo-positivi. Si ritrova nel citoplasma dei linfociti T attivati. CD1c identifica una sottospecie di linfociti B mentre le forme a, b e c sono ritrovate su una certa percentuale di linfomi B e nelle cellule di leucemia mieloide.
Il recettore identifica le cellule di Langerhans e le cellule dendritiche nell'epidermide. CD1d è presente nel citoplasma delle cellule epiteliali del grosso e piccolo intestino.
Viene indotto sui monociti stimolati con GM-CSF e/o IL-4
Non esistono informazioni riguardo a malattie correlate con questa proteina.
Altri nomi:
1. CD1a
  - R4
  - HTA1
2. CD1b
  - R1
3. Cd1c
  - M241
  - R7
4. CD1d
  - R3
5. CD1e
  - R2